# Erazem in potepuh (nadaljevanka)
Erazem in potepuh je slovenska črnobela mladinska televizijska serija iz leta 1971, posneta po istoimenski knjigi švedske pisateljice Astrid Lindgren.

## Epizode
| Št. | Datum predvajanja |
| --- | ----------------- |
| 1.  | 8. januar 1971    |
| 2.  | 15. januar 1971   |
| 3.  | 22. januar 1971   |
| 4.  | 29. januar 1971   |
| 5.  | 6. februar 1971   |

## Zasedba
- Dare Ulaga: Oskar
- Dragan Kecman
- Veronika Drolc
- Božo Vovk
- Ivanka Mežan
- Marija Goršič
- Lenča Ferenčak